# دان دوران
دان دوران (بالإنجليزية: Dan Duran)‏ هو لاعب كرة قاعدة أمريكي، ولد في 16 مارس 1954 في بالو ألتو في الولايات المتحدة.

## وصلات خارجية
- دان دوران على موقعبيزبول رفرنس.كوم (الدوري الرئيسي) (الإنجليزية)
- دان دوران على موقعبيزبول رفرنس.كوم (الدوري الثانوي) (الإنجليزية)